# Курахівська селищна рада
Курахівська се́лищна ра́да — орган місцевого самоврядування у складі Селидівської міської ради Донецької області. Адміністративний центр — селище міського типу Курахівка.

## Загальні відомості
- Населення ради: 5060 осіб (станом на 2001 рік)

## Населені пункти
Селищній раді підпорядковані населені пункти:
- смт Курахівка
- смт Гостре

## Склад ради.
- Керівний склад попередніх скликань

| ПІБ                           | Основні відомості                                                        | Дата обрання | Дата звільнення |
| ----------------------------- | ------------------------------------------------------------------------ | ------------ | --------------- |
| Піпоть Тетяна Анатоліївна     | Селищний голова, 1958 року народження, член Партії регіонів              | 26.03.2006   | 31.10.2010      |
| Сірченко Микола Костянтинович | Селищний голова, 1950 року народження, освіта вища, член Партії регіонів | 31.10.2010   |                 |

Примітка: таблиця складена за даними джерела

### Депутати
За результатами місцевих виборів 2010 року депутатами ради стали:

#### За суб'єктами висування
| Суб'єкт висування           | Кількість обраних депутатів | %  |
| --------------------------- | --------------------------- | -- |
| Партія регіонів             | 18                          | 90 |
| Комуністична партія України | 1                           | 5  |
| Самовисування               | 1                           | 5  |

#### За округами
| № округу                    | Прізвище, ім'я, по батькові    | Дата визнання обраним | Освіта                    | Партійна приналежність | Відомості про обраного депутата                                  |
| --------------------------- | ------------------------------ | --------------------- | ------------------------- | ---------------------- | ---------------------------------------------------------------- |
| Комуністична партія України |                                |                       |                           |                        |                                                                  |
| 13                          | Литвиненко Олександр Іванович  | 04.11.2010            | Освіта середня            | член Партії регіонів   | ДП "Сели діввугілля"шахтаКурахівська, майстер буровзривних робіт |
| Партія регіонів             |                                |                       |                           |                        |                                                                  |
| 1                           | Фунтиков Олександр Леонідович  | 04.11.2010            | Освіта середня            | член Партії регіонів   | ДП «Східно-Донбаська» № 3, гірничний робітник                    |
| 2                           | Ніколаєнко Тетяна Миколаївна   | 04.11.2010            | Освіта вища               | член Партії регіонів   | Донецько-Курахівський машинобудівний завод, бухгалтер            |
| 3                           | Резнікова Людмила Миколаївна   | 04.11.2010            | Освіта вища               | член Партії регіонів   | Курахівська селищна рада, секретар                               |
| 4                           | Король Людмила Олександрівна   | 04.11.2010            | Освіта вища               | член Партії регіонів   | вечірня школа, заступник директора                               |
| 5                           | Діяконашу Тетяна Василівна     | 04.11.2010            | Освіта середня            | член Партії регіонів   | Дитячий заклад «Ясна поляна», комірник                           |
| 6                           | Біломитцева Олена Григорівна   | 04.11.2010            | Освіта вища               | член Партії регіонів   | Дитячий заклад «Ясна поляна», завідувач                          |
| 7                           | Маценко Наталія Сергіївна      | 04.11.2010            | Освіта вища               | член Партії регіонів   | ДП «Селидіввугілля» шахта Курахівська, інженер                   |
| 8                           | Ярко Володимир Володимирович   | 04.11.2010            | Освіта середня            | член Партії регіонів   | ТОВ «Донбасвуглерозробка», тракторист                            |
| 9                           | Оніпко Ірина Осипівна          | 04.11.2010            | Освіта середня            | член Партії регіонів   | приватний підприємець                                            |
| 10                          | Кондрашов Альберт Миколайович  | 04.11.2010            | Освіта середня            | член Партії регіонів   | ДП «Сели діввугілля» шахта Курахівська, гірничний робітник       |
| 11                          | Гомон Наталія Вікторівна       | 04.11.2010            | Освіта середня спеціальна | член Партії регіонів   | Селидівський міськводоканал, контролер                           |
| 12                          | Москалець Любов Євдокимівна    | 04.11.2010            | Освіта середня            | член Партії регіонів   | пенсіонер                                                        |
| 15                          | Чура Віталій Сергійович        | 04.11.2010            | Освіта середня            | член Партії регіонів   | ДП «Селидіввугілля» шахта Курахівська, прохідник                 |
| 16                          | Поцелуєва Лідія Станіславівна  | 04.11.2010            | Освіта середня            | член Партії регіонів   | пенсіонер                                                        |
| 17                          | Савчук Віра Іванівна           | 04.11.2010            | Освіта вища               | член Партії регіонів   | дитячий заклад «Ясна поляна», вихователь                         |
| 18                          | Нечаєва Валентина Семенівна    | 04.11.2010            | Освіта середня            | член Партії регіонів   | пенсіонер                                                        |
| 19                          | Гаврилко Тетяна Олегівна       | 04.11.2010            | Освіта вища               | член Партії регіонів   | Курахівський туберкульозний санаторій, інспектор відділу кадрів  |
| 20                          | Трефіловська Світлана Петрівна | 04.11.2010            | Освіта вища               | член Партії регіонів   | Селидівська загальноосвітня школа № 24, бібліотекар              |
| Самовисування               |                                |                       |                           |                        |                                                                  |
| 14                          | Скрипнік Тетяна Євгеніївна     | 04.11.2010            | Освіта середня спеціальна | член Партії регіонів   | домогосподарка                                                   |